# (117572) Hutsebaut
(117572) Hutsebaut est un astéroïde de la ceinture principale.

## Description
(117572) Hutsebaut est un astéroïde de la ceinture principale. Il fut découvert le 8 mars 2005 à Mayhill par Andrew Lowe. Il présente une orbite caractérisée par un demi-grand axe de 3,21 UA, une excentricité de 0,18 et une inclinaison de 27,5° par rapport à l'écliptique.

## Compléments